# Łagoszów Wielki
Łagoszów Wielki (niem. Großlogisch) – wieś w Polsce położona w województwie dolnośląskim, w powiecie polkowickim, w gminie Radwanice.
| SIMC    | Nazwa    | Rodzaj     |
| ------- | -------- | ---------- |
| 0367002 | Dobromil | przysiółek |

W latach 1975–1998 miejscowość administracyjnie należała do województwa legnickiego. Do sołectwa Łagoszów Wielki należy również kolonia Dobromil.

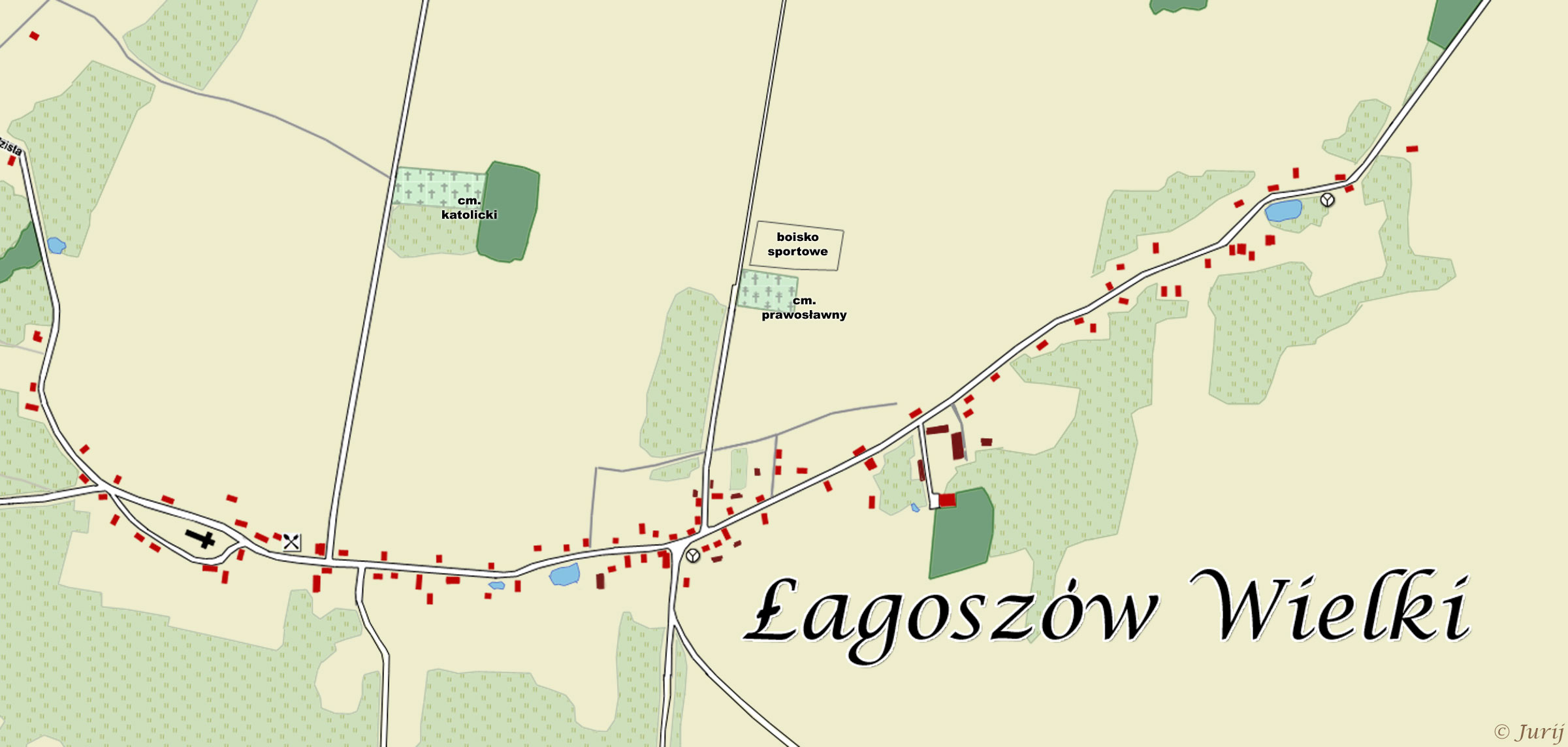
Plan Łagoszowa Wielkiego

## Historia
Pierwsze wzmianki o wsi pochodzą z roku 1305. Od roku 1376 działa tu parafia rzymskokatolicka. Od roku 1948 funkcjonuje też parafia prawosławna. Działa także jednostka Ochotniczej Straży Pożarnej.

## Zabytki
Do wojewódzkiego rejestru zabytków wpisane są:
- kościół parafialny pw. św. Michała Archanioła, z XIV-XVI w.
- cmentarz przykościelny
- kaplica pw. św. Jana Nepomucena, z 1764 r.
- plebania, z XVIII w.
- kuźnia, z początku XIX w.